# Camp de Brunswick (école de cavalerie SS)
Le camp de Brunswick-Reitschule est une unité de travail forcé dépendant du camp de concentration de Neuengamme et installé dans l'école de cavalerie SS de Brunswick.

## Création
Peu avant Noël 1944, environ huit cents femmes juives déportées de Hongrie, Roumanie, Tchécoslovaquie, ainsi que quelques femmes Témoins de Jéhovah sont installées dans les écuries de l’école de cavalerie de la SS. Elles viennent d'Auschwitz-Birkenau, via Bergen-Belsen,.

## Travail forcé
Les déportées sont employées par groupes de cent, au profit des autorités municipales de Brunswick, au déblaiement des décombres laissés, sur le territoire de la ville de Brunswick, par les bombardements alliés,.
En plein hiver, sans chauffage, sans lits, avec seulement deux points d'eau, les conditions d'hébergement et d'hygiène sont épouvantables. Dans la neige et le froid, sans vêtements adéquats, les conditions de travail sont tout aussi dures.
C'est pourquoi, malgré une durée d'activité très courte (dix semaines), le camp de Brunswick-Reitschule connaît une mortalité relativement élevée : du 24 janvier au 24 février 1945, on a les noms de 17 victimes,.

## Évacuation
Cinquante malades sont évacuées fin janvier 1945. La SS divise alors les détenues restantes en deux groupes : le plus petit, composé de femmes très malades et affaiblies, est transféré au camp de Salzgitter-Watenstedt/Leinde tandis que le plus grand est dirigé vers le camp de Helmstedt-Beendorf,.